# 阎保健
阎保健（1957年1月—2015年10月12日），天津市人，汉族，1976年2月入伍，1978年7月加入中国共产党，1988年9月被授予海军少校军衔，2010年7月晋升为海军少将军衔。中华人民共和国第十一届全国人民代表大会解放军代表。毕业于海军潜艇学校观通导弹专业。历任核潜艇副导弹长、导弹业务长、副艇长、艇长，海军某潜艇基地司令部副师职教练艇长兼某艇员队艇长、副参谋长，某潜艇基地参谋长，某保障基地司令员，某潜艇基地司令员，南海舰队副司令员等职务，并于2014年2月24日之前调任海军副参谋长。
阎保健因罹患肺癌于2015年10月12日在北京病逝。